# Красный (Крутое сельское поселение)
Кра́сный — упразднённый в 1977 году хутор в Тихорецком районе Краснодарского края России. Находился на территории современного (с 2019) Парковского сельского поселения. В конце XX века — урочище Красный.

## География
Находился на степной Кубано-Приазовской равнине в северо-восточной части края, на малом притоке реки Грузская.

## История
Упразднён решением Краснодарского крайисполкома № 205 от 28.03.1977.

## Инфраструктура
Было развито сельское хозяйство.

## Транспорт
Возле упразднённого хутора проходит автодорога 03К-088.